# Omid Abtahi
Omid Abtahi luisterⓘ(Teheran, 12 juli 1979) is een in Iran geboren Amerikaans acteur en stemacteur.

## Biografie
Abtahi werd geboren in Teheran en verhuisde al op jonge leeftijd met zijn familie via Europa en Zuidwest-Azië naar Amerika waar hij opgroeide in Orange County. Hij doorliep de highschool aan de University High School in Irvine, hierna studeerde hij af in theaterwetenschap en dans aan de California State University in Fullerton.
Abtahi begon met acteren in lokale theaters waar hij in talloze toneelstukken speelde. In 2005 begon hij met acteren voor televisie in de televisieserie JAG, waarna hij nog meerdere rollen speelde in televisieseries en films.

## Filmografie

### Films
Uitgezonderd korte films.
- 2021 Justice Society: World War II - als Hawkman (stem)
- 2016 Window Horses: The Poetic Persian Epiphany of Rosie Ming - als Ramin (stem)
- 2015 The Hunger Games: Mockingjay - Part 2 - als Homes
- 2014 Boys of Abu Ghraib - als Ghazi Hammoud
- 2012 Argo - als Reza Borhani
- 2011 Hide - als Neil
- 2010 Pleading Guilty - als Jonathan Ziven
- 2010 Space Chimps 2: Zartog Strikes Back - als dr. Jagu / verslaggever (stemmen)
- 2009 Brothers - als Yusuf
- 2009 Can Openers - als Ali
- 2008 Space Chimps - als dr. Jagu (stem)
- 2008 The Last Lullaby - als Van
- 2008 Ocean of Pearls - als Amrit Singh
- 2008 The Mysteries of Pittsburgh - als Mohammed
- 2006 Running with Scissors - als restaurantmanager

### Televisieseries
Uitgezonderd eenmalige gastrollen.
- 2023-2024 Moon Girl and Devil Dinosaur - als Ahmed (stem) - 5 afl.
- 2022-2023 Kung Fu Panda: The Dragon Knight - als Alfie - 10 afl.
- 2023 City on Fire - als rechercheur Ali 'Al' Parsa - 8 afl.
- 2016-2023 The Mandalorian - als dr. Penn Pershing - 5 afl.
- 2022 Kung Fu Panda: The Dragon Knight - als Alfie - 2 afl.
- 2021-2022 Fear the Walking Dead - als Howard - 8 afl.
- 2017-2021 American Gods - als Salim - 21 afl.
- 2020 Fast & Furious Spy Racers - als Sandocal (stem) - 3 afl.
- 2019 DuckTales - als Djinn - 2 afl.
- 2018 The Crossing - als Jake - 2 afl.
- 2016 Damien - als Amani Golkar - 10 afl.
- 2015 Better Call Saul - als rechercheur Abbasi - 3 afl.
- 2014 Legends - als Bashir Al-Kanazer - 2 afl.
- 2014 Those Who Kill - als Jerry Molbeck - 10 afl.
- 2013 Revolution - als kapitein Riley - 2 afl.
- 2013 NCIS: Los Angeles - als Ari Sayed - 2 afl.
- 2012-2013 Last Resort - als Nigel - 5 afl.
- 2011 Homeland - als Raqim Faisel - 3 afl.
- 2010 The Event - als William - 2 afl.
- 2009-2010 FlashForward - als Ed Fiore - 2 afl.
- 2009 NCIS - als Saleem Ulman - 2 afl.
- 2009 24 - als Jibraan Al-Zarian - 3 afl.
- 2008 My Own Worst Enemy - als Tony Nazari - 9 afl.
- 2007-2008 Ghost Whisperer - als Justin Yates - 3 afl.
- 2006 Sleeper Cell - Salim - 7 afl.
- 2005 Over There - als soldaat Tariq Nassiri - 12 afl.

### Computerspellen
- 2023 Diablo IV - als stem
- 2021 The Artful Escape - als Talish / Hyperionite 3
- 2020 World of Warcraft: Shadowlands - als stem
- 2020 Disintegration - als Ox-eye / Outlaw / Redshirt
- 2019 Call of Duty: Modern Warfare - als stem
- 2019 Rage 2 - als stem
- 2019 Days Gone - als stem
- 2019 Metro Exodus - als kannibaal / stem van het woud
- 2018 Thief of Thieves - als Corbin 'Chip' Tavistock
- 2016 Call of Duty: Infinite Warfare - als Victor 'Gator' Diallo
- 2016 Titanfall 2 - als kapitein
- 2016 Mafia III - als stem
- 2016 World of Warcraft: Legion - als stem
- 2016 1979 Revolution - als Babak Azadi
- 2015 Call of Duty: Black Ops III - als stem
- 2012 Call of Duty: Black Ops II - als Farid / Mujahldeen soldaat
- 2012 Spec Ops: The Line - als sergeant John Lugo
- 2012 Diablo III - als stem
- 2012 Unit 13 - als informant

- International Standard Name Identifier: 0000 0001 2365 9439
- Library of Congress Control Number: no2011116965
- Nationale Bibliotheek van Israël: 987007425289105171
- Virtual International Authority File: 173579500
- WorldCat: E39PBJhRDX4wKRrxJFXGcRxCcP